# Società Sportiva Lazio 1961-1962
Questa voce raccoglie le informazioni riguardanti la Società Sportiva Lazio nelle competizioni ufficiali della stagione 1961-1962.

## Stagione
Nella stagione 1961-1962 la Lazio disputa il campionato di Serie B, un torneo a venti squadre con tre promozioni e tre retrocessioni. Con 42 punti si piazza al quarto posto in classifica appaiata al Verona, salgono in Serie A il Genoa con 54 punti, il Napoli ed il Modena con 43 punti, scendono in Serie C il Prato e la Reggiana con 32 punti e ultimo ma penalizzato di sei punti il Novara con 30 punti. Miglior realizzatore stagionale laziale è l'argentino Juan Carlos Morrone autore di 14 reti in campionato e una in Coppa Italia. Proprio in Coppa i biancazzuri superano il Genoa (3-1) al primo turno e il Palermo (1-0) nel secondo turno, finché agli ottavi di finale vengono estromessi dalla Roma in un derby terminato 0-0 dopo i tempi supplementari e arriso ai giallorossi ai tiri di rigore (6-4).

## Divise
| Casa | Trasferta |

## Organigramma societario
Area direttiva
- Commissario straordinario: Massimo Giovannini

Area tecnica
- Direttore tecnico: da febbraio a marzo Alfonso Ricciardi
- Allenatore: Paolo Todeschini, da febbraio Roberto Lovati, da marzo Carlo Facchini

## Rosa
| N. |                   | Ruolo | Calciatore         |
| -- | ----------------- | ----- | ------------------ |
|    | Italia (bandiera) | P     | Idilio Cei         |
|    | Italia (bandiera) | P     | Roberto Lovati     |
|    | Italia (bandiera) | P     | Franco Pezzullo    |
|    | Italia (bandiera) | D     | Franco Adorni      |
|    | Italia (bandiera) | D     | Giacomo Del Gratta |
|    | Italia (bandiera) | D     | Adelmo Eufemi      |
|    | Italia (bandiera) | D     | Vincenzo Gasperi   |
|    | Italia (bandiera) | D     | Nicola Lo Buono    |
|    | Italia (bandiera) | D     | Giovanni Molino    |
|    | Italia (bandiera) | D     | Alfredo Napoleoni  |
|    | Italia (bandiera) | D     | Gilberto Noletti   |
|    | Italia (bandiera) | D     | Gianni Seghedoni   |
|    | Italia (bandiera) | D     | Diego Zanetti      |
|    | Italia (bandiera) | C     | Paolo Carosi       |
|    | Italia (bandiera) | C     | Nello Governato    |

| N. |                      | Ruolo | Calciatore          |
| -- | -------------------- | ----- | ------------------- |
|    | Italia (bandiera)    | C     | Guido Gratton       |
|    | Italia (bandiera)    | C     | Graziano Landoni    |
|    | Italia (bandiera)    | C     | Guglielmo Mecozzi   |
|    | Italia (bandiera)    | C     | Mario Vignoli       |
|    | Italia (bandiera)    | C     | Rubén Merighi       |
|    | Italia (bandiera)    | C     | Venanzio Severini   |
|    | Italia (bandiera)    | A     | Claudio Bizzarri    |
|    | Italia (bandiera)    | A     | Paolo Ferrario      |
|    | Italia (bandiera)    | A     | Angelo Longoni      |
|    | Italia (bandiera)    | A     | Mario Maraschi      |
|    | Argentina (bandiera) | A     | Juan Carlos Morrone |
|    | Italia (bandiera)    | A     | Dimitri Pinti       |
|    | Italia (bandiera)    | A     | Maurilio Prini      |
|    | Italia (bandiera)    | A     | Orlando Rozzoni     |
|    | Italia (bandiera)    | A     | Nino Sallusto       |

## Calciomercato

### Sessione estiva
| Acquisti | Acquisti           | Acquisti          | Acquisti      |
| R.       | Nome               | da                | Modalità      |
| -------- | ------------------ | ----------------- | ------------- |
| P        | Massimo Bellagamba | Taranto           | fine prestito |
| P        | Luciano Giglietti  | Salernitana       | fine prestito |
| D        | Franco Adorni      | Chieti            | definitivo    |
| D        | Vincenzo Gasperi   | Atalanta          | definitivo    |
| D        | Gilberto Noletti   | Milan             | prestito      |
| D        | Gianni Seghedoni   | Bari              | definitivo    |
| D        | Diego Zanetti      | Novara            | definitivo    |
| C        | Nello Governato    | Como              | definitivo    |
| C        | Graziano Landoni   | Messina           | definitivo    |
| C        | Rubén Merighi      | Newell's Old Boys | definitivo    |
| C        | Venanzio Severini  | Larderello        | fine prestito |
| A        | Sandro Joan        | Cosenza           | fine prestito |
| A        | Dimitri Pinti      | Lanerossi Vicenza | definitivo    |

| Cessioni | Cessioni           | Cessioni    | Cessioni      |
| R.       | Nome               | a           | Modalità      |
| -------- | ------------------ | ----------- | ------------- |
| P        | Massimo Bellagamba | Chieti      | definitivo    |
| P        | Luciano Giglietti  | Brindisi    | prestito      |
| P        | Roberto Lovati     |             | fine carriera |
| D        | Carlo Luttazzi     | Chieti      | definitivo    |
| D        | Francesco Janich   | Bologna     | definitivo    |
| C        | Franco Carradori   | Brescia     | definitivo    |
| C        | Bruno Franzini     | Bologna     | definitivo    |
| C        | Egidio Fumagalli   | Novara      | definitivo    |
| C        | Antonio Mattioli   | Arezzo      | definitivo    |
| C        | Roberto Moroni     | Chieti      | definitivo    |
| C        | Pierluigi Pagni    | Cosenza     | prestito      |
| C        | Ugo Pozzan         | Pisa        | definitivo    |
| A        | Gianni Bui         | Pisa        | definitivo    |
| A        | Sandro Joan        | Salernitana | definitivo    |
| A        | Amos Mariani       | Napoli      | definitivo    |
| A        | Clemente Mattei    | Novara      | definitivo    |
| A        | Giorgio Stivanello | Juventus    | fine prestito |
| A        | Oliviero Visentin  | Salernitana | definitivo    |

### Sessione autunnale
| Acquisti | Acquisti      | Acquisti | Acquisti   |
| R.       | Nome          | da       | Modalità   |
| -------- | ------------- | -------- | ---------- |
| C        | Guido Gratton | Inter    | definitivo |
| A        | Nino Sallusto | PAOK     | definitivo |

| Cessioni | Cessioni         | Cessioni | Cessioni   |
| R.       | Nome             | a        | Modalità   |
| -------- | ---------------- | -------- | ---------- |
| P        | Giuseppe Rossi   | Pisa     | prestito   |
| D        | Nicola Lo Buono  | Pescara  | definitivo |
| D        | Giovanni Molino  | Napoli   | definitivo |
| A        | Angelo Andreotti | Fiuggi   | prestito   |
| A        | Orlando Rozzoni  | Udinese  | definitivo |

## Risultati

### Serie B

#### Girone di andata
| Arbitro: | Leita (Udine) |

|                     |           |                         |
| Costa 32’ Ardit 57’ | Marcatori | 45’ Morrone 81’ Longoni |

| Arbitro: | Varazzani (Parma) |

|           |           |                |
| Pinti 19’ | Marcatori | 53’ Francescon |

| Roma 17 settembre 1961 3ª giornata | Lazio           | 0 – 0 referto | Brescia | Stadio Flaminio\| Arbitro: \| Annoscia (Bari) \| |
| Arbitro:                           | Annoscia (Bari) |               |         |                                                  |

| Arbitro: | Angonese (Mestre) |

|  |           |              |
|  | Marcatori | 36’ Bizzarri |

| Arbitro: | Cirone (Palermo) |

|                                    |           |  |
| Bizzarri 19’ Morrone 38’ Pinti 82’ | Marcatori |  |

| Arbitro: | Gambarotta (Genova) |

|  |           |                         |
|  | Marcatori | 26’ Morrone 30’ Landoni |

| Arbitro: | Angonese (Mestre) |

|                                                |           |  |
| Pinti 55’ Governato 76’ Morrone 81’ Carosi 86’ | Marcatori |  |

| Arbitro: | Grignani (Milano) |

|                           |           |  |
| Firmani 29’ Giacomini 75’ | Marcatori |  |

| Arbitro: | Babini (Ravenna) |

|             |           |            |
| Morrone 21’ | Marcatori | 54’ Govoni |

| Reggio Emilia 19 novembre 1961 10ª giornata | Reggiana          | 0 – 0 referto | Lazio | Stadio Mirabello\| Arbitro: \| Righetti (Torino) \| |
| Arbitro:                                    | Righetti (Torino) |               |       |                                                     |

| Arbitro: | Campanati (Milano) |

|                                                             |           |  |
| Longoni 26’ (rig.) 45’ (rig.) Morrone 31’ Bizzarri 50’, 85’ | Marcatori |  |

| Parma 3 dicembre 1961 12ª giornata | Parma             | 0 – 0 referto | Lazio | Stadio Ennio Tardini\| Arbitro: \| Angonese (Mestre) \| |
| Arbitro:                           | Angonese (Mestre) |               |       |                                                         |

| Arbitro: | Politano (Genova) |

|  |           |                        |
|  | Marcatori | 76’ Rovatti 85’ Muzzio |

| Arbitro: | Roversi (Bologna) |

|              |           |                          |
| Lazzotti 15’ | Marcatori | 39’ Gasperi 54’ Ferrario |

| Arbitro: | Angonese (Mestre) |

|                |           |             |
| Mascalaito 46’ | Marcatori | 88’ Longoni |

| Arbitro: | Carminati (Milano) |

|             |           |                |
| Morrone 12’ | Marcatori | 27’, rig’ Zeno |

| Prato 7 gennaio 1962 17ª giornata | Prato           | 0 – 0 referto | Lazio | Stadio Lungobisenzio\| Arbitro: \| Rigato (Mestre) \| |
| Arbitro:                          | Rigato (Mestre) |               |       |                                                       |

| Arbitro: | Cirone (Palermo) |

|             |           |            |
| Morrone 31’ | Marcatori | 15’ Maioli |

| Arbitro: | Leita (Udine) |

|                 |           |  |
| Oldani 15’, 51’ | Marcatori |  |

#### Girone di ritorno
| Arbitro: | Varazzani (Parma) |

|                                           |           |  |
| Gratton 11’ Prini 78’ (rig.) Bizzarri 86’ | Marcatori |  |

| Arbitro: | Francescon (Padova) |

|              |           |  |
| Mannucci 33’ | Marcatori |  |

| Arbitro: | De Robbio (Torre Annunziata) |

|              |           |  |
| Lojodice 26’ | Marcatori |  |

| Arbitro: | Jonni (Macerata) |

|             |           |  |
| Longoni 43’ | Marcatori |  |

| Arbitro: | Angonese (Mestre) |

|             |           |  |
| Sestili 44’ | Marcatori |  |

| Roma 4 marzo 1962 25ª giornata | Lazio           | 0 – 0 referto | Napoli | Stadio Flaminio\| Arbitro: \| Rigato (Mestre) \| |
| Arbitro:                       | Rigato (Mestre) |               |        |                                                  |

| Arbitro: | Genel (Trieste) |

|                                      |           |               |
| Traspedini 78’ Bersellini 82’ (rig.) | Marcatori | 46’ Governato |

| Roma 18 marzo 1962 27ª giornata | Lazio                 | 0 – 0 referto | Genoa | Stadio Flaminio\| Arbitro: \| De Marchi (Pordenone) \| |
| Arbitro:                        | De Marchi (Pordenone) |               |       |                                                        |

| Como 25 marzo 1962 28ª giornata | Como              | 0 – 0 referto | Lazio | Stadio Giuseppe Sinigaglia\| Arbitro: \| Righetti (Torino) \| |
| Arbitro:                        | Righetti (Torino) |               |       |                                                               |

| Arbitro: | Gambarotta (Genova) |

|             |           |  |
| Morrone 18’ | Marcatori |  |

| Bari 8 aprile 1962 30ª giornata | Bari             | 0 – 0 referto | Lazio | Stadio della Vittoria\| Arbitro: \| Jonni (Macerata) \| |
| Arbitro:                        | Jonni (Macerata) |               |       |                                                         |

| Arbitro: | De Marchi (Pordenone) |

|                              |           |  |
| Bizzarri 3’, 17’ Maraschi 8’ | Marcatori |  |

| Arbitro: | Gambarotta (Genova) |

|                                        |           |              |
| Regalia 9’ Rovatti 45’, 82’ Pagani 86’ | Marcatori | 49’ Bizzarri |

| Arbitro: | Righi (Milano) |

|                                            |           |              |
| Bizzarri 27’, 35’ Morrone 52’ Maraschi 68’ | Marcatori | 29’ Fascetti |

| Arbitro: | Babini (Ravenna) |

|             |           |  |
| Morrone 74’ | Marcatori |  |

| Arbitro: | Roversi (Bologna) |

|            |           |  |
| Macchi 22’ | Marcatori |  |

| Arbitro: | Righi (Milano) |

|                                          |           |  |
| Landoni 16’ Longoni 18’, 33’ Gasperi 64’ | Marcatori |  |

| Arbitro: | Righi (Milano) |

|                 |           |  |
| Postiglione 53’ | Marcatori |  |

| Arbitro: | Samani (Trieste) |

|                                                               |           |                     |
| Morrone 15’, 16’, 54’ Pinti 20’ Longoni 24’, 37’ Maraschi 52’ | Marcatori | 70’, 81’ Cappellaro |

### Coppa Italia

#### Turni preliminari
| Arbitro: | Grignani (Milano) |

|                                   |           |               |
| Pinti 9’ Bizzarri 11’ Morrone 14’ | Marcatori | 44’ Giacomini |

| Arbitro: | Angelini (Firenze) |

|           |           |  |
| Prini 35’ | Marcatori |  |

#### Fase finale
| Arbitro: | Bonetto (Torino) |

|            |                      |         |
| Manfredini | Tiri di rigore 6 – 4 | Longoni |

## Statistiche

### Statistiche di squadra
| Competizione       | Punti | In casa | In casa | In casa | In casa | In casa | In casa | In trasferta | In trasferta | In trasferta | In trasferta | In trasferta | In trasferta | Totale | Totale | Totale | Totale | Totale | Totale | DR  |
| Competizione       | Punti | G       | V       | N       | P       | Gf      | Gs      | G            | V            | N            | P            | Gf           | Gs           | G      | V      | N      | P      | Gf     | Gs     | DR  |
| ------------------ | ----- | ------- | ------- | ------- | ------- | ------- | ------- | ------------ | ------------ | ------------ | ------------ | ------------ | ------------ | ------ | ------ | ------ | ------ | ------ | ------ | --- |
| Serie B            | 42    | 19      | 11      | 7       | 1       | 40      | 9       | 19           | 3            | 7            | 9            | 10           | 19           | 38     | 14     | 14     | 10     | 50     | 28     | +22 |
| Coppa Italia       |       | 2       | 2       | 0       | 0       | 4       | 1       | 1            | 0            | 1            | 0            | 0            | 0            | 3      | 2      | 1      | 0      | 4      | 1      | +3  |
| Campionato Cadetti | 15    | 6       | 5       | 0       | 1       | 15      | 9       | 6            | 1            | 3            | 2            | 6            | 7            | 12     | 6      | 3      | 3      | 21     | 16     | +5  |
| Totale             |       | 27      | 18      | 7       | 2       | 59      | 19      | 26           | 4            | 11           | 11           | 16           | 26           | 53     | 22     | 18     | 13     | 75     | 45     | +30 |

### Statistiche dei giocatori
Nel conteggio delle reti realizzate si aggiunga un'autorete a favore nel Campionato Cadetti.
| Giocatore      | Serie B  | Serie B | Coppa Italia | Coppa Italia | Campionato Cadetti | Campionato Cadetti | Totale   | Totale |
| Giocatore      | Presenze | Reti    | Presenze     | Reti         | Presenze           | Reti               | Presenze | Reti   |
| -------------- | -------- | ------- | ------------ | ------------ | ------------------ | ------------------ | -------- | ------ |
| F. Adorni      | -        | -       | -            | -            | 5                  | 0                  | 5        | 0      |
| G. Agostinelli | -        | -       | -            | -            | 6                  | 0                  | 6        | 0      |
| A. Andreotti   | -        | -       | -            | -            | 2                  | 0                  | 2        | 0      |
| G. Baldelli    | -        | -       | -            | -            | 1                  | 0                  | 1        | 0      |
| M. Becchetti   | -        | -       | -            | -            | 2                  | 2                  | 2        | 2      |
| D. Bergamini   | -        | -       | -            | -            | 2                  | 0                  | 2        | 0      |
| C. Bizzarri    | 26       | 10      | 2            | 1            | 1                  | 0                  | 29       | 11     |
| P. Carosi      | 24       | 1       | 3            | 0            | 5                  | 1                  | 32       | 2      |
| I. Cei         | 38       | -28     | 3            | -1           | -                  | -                  | 41       | -29    |
| G. Del Gratta  | -        | -       | -            | -            | 1                  | 0                  | 1        | 0      |
| A. Eufemi      | 27       | 0       | 2            | 0            | 1                  | 0                  | 30       | 0      |
| M. Fabrizi     | -        | -       | -            | -            | 4                  | 0                  | 4        | 0      |
| P. Ferrario    | 7        | 1       | 1            | 0            | 4                  | 0                  | 12       | 1      |
| V. Gasperi     | 29       | 2       | 3            | 0            | 1                  | 0                  | 33       | 2      |
| N. Governato   | 11       | 2       | 1            | 0            | 4                  | 0                  | 16       | 2      |
| G. Gratton     | 5        | 1       | -            | -            | 2                  | 1                  | 7        | 2      |
| G. Landoni     | 30       | 2       | 2            | 0            | -                  | -                  | 32       | 2      |
| A. Longoni     | 25       | 9       | 2            | 0            | 5                  | 1                  | 32       | 10     |
| N. Lo Buono    | -        | -       | -            | -            | 2                  | 0                  | 2        | 0      |
| R. Lovati      | -        | -       | -            | -            | -                  | -                  | -        | -      |
| S. Mancini     | -        | -       | -            | -            | 4                  | 0                  | 4        | 0      |
| M. Maraschi    | 17       | 3       | -            | -            | 4                  | 1                  | 21       | 4      |
| A. Mattioli    | -        | -       | -            | -            | 3                  | 0                  | 3        | 0      |
| G. Mecozzi     | 29       | 0       | 2            | 0            | 4                  | 0                  | 35       | 0      |
| G. Molino      | -        | -       | -            | -            | 1                  | 0                  | 1        | 0      |
| M. Mommi       | -        | -       | -            | -            | 3                  | 0                  | 3        | 0      |
| J.C. Morrone   | 33       | 14      | 2            | 1            | -                  | -                  | 35       | 15     |
| A. Napoleoni   | 2        | 0       | 1            | 0            | -                  | -                  | 3        | 0      |
| G. Noletti     | 23       | 0       | 2            | 0            | -                  | -                  | 25       | 0      |
| F. Pezzullo    | -        | -       | 1            | -0           | 11                 | -15                | 12       | -15    |
| B. Pinna       | -        | -       | -            | -            | 9                  | 0                  | 9        | 0      |
| D. Pinti       | 20       | 4       | 2            | 1            | 2                  | 1                  | 24       | 6      |
| M. Prini       | 2        | 1       | 1            | 1            | 12                 | 3                  | 15       | 5      |
| G. Rossi       | -        | -       | -            | -            | 1                  | -1                 | 1        | -1     |
| O. Rozzoni     | 2        | 0       | 1            | 0            | 2                  | 4                  | 5        | 4      |
| N. Sallusto    | -        | -       | -            | -            | 5                  | 0                  | 5        | 0      |
| M. Santececca  | -        | -       | -            | -            | 1                  | 0                  | 1        | 0      |
| G. Seghedoni   | 33       | 0       | 3            | 0            | 2                  | 0                  | 38       | 0      |
| V. Severini    | -        | -       | -            | -            | 7                  | 1                  | 7        | 1      |
| G. Sorci       | -        | -       | -            | -            | 4                  | 0                  | 4        | 0      |
| M. Vignoli     | -        | -       | -            | -            | 8                  | 1                  | 8        | 1      |
| D. Zanetti     | 35       | 0       | 2            | 0            | -                  | -                  | 37       | 0      |

## Riserve
La squadra riserve della Lazio ha disputato nella stagione 1961-1962 il Campionato Cadetti.

### Rosa
| N. |                   | Ruolo | Calciatore            |
| -- | ----------------- | ----- | --------------------- |
|    | Italia (bandiera) | P     | Franco Pezzullo       |
|    | Italia (bandiera) | P     | Giuseppe Rossi        |
|    | Italia (bandiera) | D     | Franco Adorni         |
|    | Italia (bandiera) | D     | Giancarlo Agostinelli |
|    | Italia (bandiera) | D     | Domenico Bergamini    |
|    | Italia (bandiera) | D     | Giacomo Del Gratta    |
|    | Italia (bandiera) | D     | Adelmo Eufemi         |
|    | Italia (bandiera) | D     | Vincenzo Gasperi      |
|    | Italia (bandiera) | D     | Nicola Lo Buono       |
|    | Italia (bandiera) | D     | Silvio Mancini        |
|    | Italia (bandiera) | D     | Giovanni Molino       |
|    | Italia (bandiera) | D     | Mimmo Mommi           |
|    | Italia (bandiera) | D     | Alfredo Napoleoni     |
|    | Italia (bandiera) | D     | Gilberto Noletti      |
|    | Italia (bandiera) | D     | Gianni Seghedoni      |
|    | Italia (bandiera) | C     | Giancarlo Baldelli    |
|    | Italia (bandiera) | C     | Paolo Carosi          |
|    | Italia (bandiera) | C     | Mario Fabrizi         |
|    | Italia (bandiera) | C     | Nello Governato       |

| N. |                      | Ruolo | Calciatore          |
| -- | -------------------- | ----- | ------------------- |
|    | Italia (bandiera)    | C     | Guido Gratton       |
|    | Italia (bandiera)    | C     | Guglielmo Mecozzi   |
|    | Italia (bandiera)    | C     | Bruno Pinna         |
|    | Italia (bandiera)    | C     | Venanzio Severini   |
|    | Italia (bandiera)    | C     | Mario Vignoli       |
|    | Italia (bandiera)    | A     | Angelo Andreotti    |
|    | Italia (bandiera)    | A     | Maurizio Becchetti  |
|    | Italia (bandiera)    | A     | Claudio Bizzarri    |
|    | Italia (bandiera)    | A     | Paolo Ferrario      |
|    | Italia (bandiera)    | A     | Angelo Longoni      |
|    | Italia (bandiera)    | A     | Mario Maraschi      |
|    | Italia (bandiera)    | A     | Antonio Mattioli    |
|    | Argentina (bandiera) | A     | Juan Carlos Morrone |
|    | Italia (bandiera)    | A     | Dimitri Pinti       |
|    | Italia (bandiera)    | A     | Maurilio Prini      |
|    | Italia (bandiera)    | A     | Orlando Rozzoni     |
|    | Italia (bandiera)    | A     | Nino Sallusto       |
|    | Italia (bandiera)    | A     | Mario Santececca    |
|    | Italia (bandiera)    | A     | Galileo Sorci       |